# Aplastodiscus albofrenatus
Aplastodiscus albofrenatus é uma espécie de anfíbio da família Hylidae. Endêmica do Brasil, pode ser encontrada no estado do Rio de Janeiro.